# 今井由香
今井由香（1970年9月19日—），日本女性前配音員。出身於靜岡縣熱海市。原Atomic Monkey所屬。O型血。

## 人物簡介
原屬劇團Moonlight，離所後有一段時間自由身，2009年9月8日至2018年8月底退休為止從屬Atomic Monkey。

### 來歷
靜岡縣立熱海高等學校畢業。1994年，今井以電視動畫《森》（聲演）出道。然後以次年播映的《愛天使傳說》要角小原紅花／天使賽拉、1996年播映的《機械女神J》主角間宮小樽這2部電視動畫讓她的知名度上升，之後少年、少女到成年女性、以及動物的配音她都有參加。
2006年途中，今井因病退出《機神咆吼DEMONBANE》和《光之美少女Splash Star》的配音，之後在《Yes！光之美少女5》中不定期復出。
2010年，根據今井本人在部落格的發言證實，是在2006年懷第一胎期間罹患孕吐等症狀。
2017年6月5日，今井所屬的經紀公司Atomic Monkey原本宣布她是暫時休業。但2018年8月30日今井自行透過部落格表示決定從配音界退休，8月31日才由Atomic Monkey正式發佈這則消息。

### 特色
今井從出道以來，對於少年、少女、成年女性、老奶奶，甚至是人類以外的角色都能夠完美詮釋。
在這之中，她為人熟悉的代表配音作品有動畫《愛天使傳說》的小原紅花／天使賽拉、《機械女神J》系列主角間宮小樽、《爆笑吸血鬼》女主角伊娜荷·菲特曼波雷、《星界》系列主角傑特·凌、《DokiDoki！光之美少女》的艾艾、《爆走兄弟Let's & Go!!》系列的沖田海、《丸少爺》的乙女老師、《小魔女DoReMi》的雪老師&魔女界女王、《PEACE MAKER鐵》的北村鈴、《數碼寶貝03馴獸師之王》的妖狐獸、《最終幻想：無限》的早川優、《幻影天使》的魚谷亞里紗、《決鬥大師》的角古太、《不平衡抽籤》的榎本千尋、《歌之王子殿下》的澀谷友千香；遊戲《傳奇》系列的露蒂·卡特雷特、《洛克人零》系列的蕾薇亞丹、《最終幻想XII》的拉薩·法爾那斯·蘇里多爾等。

## 代替、繼任
在今井請產假和休業期間，以及引退之後配音員接任作品如下：
| 繼任       | 角色名        | 概要作品                  | 代演、繼任初次擔當作品                 |
| ---------- | ------------- | ------------------------- | -------------------------------------- |
| 川上倫子   | 克勞狄        | 『機神咆吼DEMONBANE』     | 電視動畫版                             |
| 岡村明美   | 霧生薰        | 『光之美少女Splash Star』 | 第20話                                 |
| 川瀨晶子   | 安娜塔西亞    | 『闇影之心II』            | 『渾沌大戰』                           |
| 種﨑敦美   | 乙女老師      | 『丸少爺』                | 第20系列                               |
| 加藤英美里 | 角古太        | 『決鬥大師』              | 『決鬥大師 (2017年版)』                |
| 小松由佳   | 露蒂·卡特雷特 | 『命運傳奇』              | 『時空幻境 鏡光傳奇』2019年6月更新以降 |

在這之中，關於動畫版《機神咆吼DEMONBANE》的角色克勞狄於2013年發售的遊戲《超級機器人大戰UX》登場時由她繼續擔當配音（因為代替配音的川上已於2011年去世）。

## 演出
粗體字表示主要角色。

### 電視動畫
1994年
- 森

1995年
- 愛天使傳說（小原紅花／天使賽拉、園子）
- 鬼神童子ZENKI（女孩子）
- 新機動戰記鋼彈W（女學生D、受理小姐、女學生1、女學生3）
- 魔法騎士（女孩子、米拉）

1996年
- 機械女神J（間宮小樽）
- 逮捕令（秋本幸春）
- VS騎士檸檬汽水&40炎（大鼓、風琴·交響樂、少女〈夢〉）
- 爆走兄弟Let's & Go!!（沖田海）

1997年
- 蠟筆小新（由依）
- 少女革命歐蒂娜（篠原若葉、桐生冬芽的母親）
- BURN-UP EXCESS（利緒）
- 爆走兄弟Let's & Go!! WGP（沖田海、尤力、利塔）
- 橫行太保（神野神子）
- 爆笑吸血鬼'99（伊娜荷·菲特曼波雷）
- MAZE☆爆熱時空（ラン·チキ）

1998年
- 丸少爺（乙女老師〈第2代〉、年輕時的莎莉、望美 等）
- 庫洛魔法使（立花玲）
- 鋼鐵新世紀（日语：鉄コミュニケイション）
- 機械女神J to X（間宮小樽）
- 槍神Trigun（男孩子）
- 爆走兄弟Let's & Go!! MAX（堂本小百合〈四驅女鬥士〉）
- 神奇寶貝（北斗）
- 名偵探柯南（早乙女圓）
- LEGEND OF BASARA（千手姬）

1999年
- 此時此刻的我（納布卡）
- 迷糊女戰士（松屋美咲）
- 小魔女DoReMi（雪老師、魔女界女王、人參女、母親
- 金田一少年之事件簿（海老原道子）
- 星界的纹章（傑特·凌）
- 六翼天使之聲（日语：セラフィムコール）（理佳子）
- To Heart（下好惠）
- 爆球連發!! 超級彈珠人（沙拉）

2000年
- 小魔女DoReMi ♯（雪老師、魔女界女王、活動主持人大姊姊、女服務生、魔女的小孩、觀音大人）
- 隨風飄的月影蘭
- 金田一少年之事件簿（朝木秋繪）
- 週刊故事樂園（日语：週刊ストーリーランド）（酒井美雪〈松下美雪〉、川原和美）
- 星界的斷章（傑特·凌）
- 星界的戰旗（傑特·凌[8]）
- 法布爾先生是名偵探（日语：ファーブル先生は名探偵）（希爾薇）
- BOYS BE…（佐山祥子）
- 神奇寶貝（四郎）
- 愛上壞壞的死神（瑪利亞·沃恩）
- 六門天外（古歌）

2001年
- 星界的戰旗II（傑特·凌）
- 數碼寶貝03馴獸師之王（妖狐獸、牧野留美子〈留姬的母親〉、秦聖子〈留姬的外婆〉、愛麗絲·麥考伊）
- 戰鬥陀螺（桑吉耶夫）
- 最終幻想：無限（早川優）
- 幻影天使（魚谷亞里紗[9]、草摩慊人〈幼少時期〉）
- 大～集合！小魔女DoReMi（雪老師、魔女界女王、安里·貝納克斯〈幼少時期〉）

2002年
- 小魔女DoReMi 大合奏！（雪老師、魔女界女王、蘿拉·班奈克斯、魔女、婆婆）
- 攻殼機動隊 STAND ALONE COMPLEX（菲姆）
- 決鬥大師（角古太）
- 鈴鐺貓娘Panyo Panyo（菓子屋的老婆婆、主婦A、少年）

2003年
- 妮嘉尋親記（艾瑪·克因斯貝里）
- 星際少年隊（ガブリエル）
- 魔法少年賈修（栞）
- PEACE MAKER鐵（北村鈴）

2004年
- 現視研（榎本千尋）
- 決鬥大師Charge（角古太）
- To Heart ～Remember my Memories～（坂下好惠）

2005年
- 蟲師（凪）

2006年
- 幸運女神 各自的羽翼（藤見千尋）
- 不平衡抽籤（榎本千尋）
- 光之美少女Splash Star（霧生薰〈初代〉）
- 聲優白皮書（成田留奈）

2007年
- Yes！光之美少女5（志廣未來）
- Zero決鬥大師（角古太）
- 決鬥大師Zero（角古太）

2008年
- 麵包超人（〈第4代〉）
- 決鬥大師Cross（角古太）

2009年
- FRESH光之美少女！（女王）

2010年
- 決鬥大師Cross Shock
- Heartcatch 光之美少女！（志久奈奈美的母親）

2011年
- 歌之王子殿下 真愛1000%（澀谷友千香[10]）
- Suite 光之美少女♪（南野美空）
- SKET DANCE（マタニティ·ブルー）
- 哆啦A夢 (水田山葵版)（リン）

2012年
- Smile 光之美少女！（森林少女）
- 聖鬥士星矢Ω（獵戶座伊甸〈幼少時期〉）

2013年
- 歌之王子殿下 真愛2000%（澀谷友千香[11]）
- 銀之匙 Silver Spoon（八軒的母親）
- 麵包超人（〈第2代〉）
- DokiDoki！光之美少女（艾艾、瑪莉·安琪[12]）

2014年
- 魔神之骨（島谷喜代子[13]）

2015年
- 歌之王子殿下 真愛革命（澀谷友千香[11]）

2016年
- 歌之王子殿下 真愛Legend Star（澀谷友千香[14]）

### 電影動畫
1996年
- 哆啦A夢：大雄與銀河超特急（銀河超特急乘客D）

1997年
- 爆走兄弟Let's & Go!! WGP：失控迷你賽車大追蹤！（里昂）

1998年
- 機動戰艦撫子號 -The prince of darkness-（水原順子）

1999年
- 少女革命歐蒂娜 ～思春期默示錄（篠原若葉）

2000年
- 劇場版 幸運女神（藤見千尋）
- 小魔女DoReMi ♯ 願望之花（魔女界女王）
- 劇場版 六門天外 ～傳說的火焰龍～（古歌）
- ONE PIECE 黃金島大冒險（托比歐）

2001年
- 數碼寶貝03馴獸師之王：冒險者的戰鬥（妖狐獸）

2002年
- 數碼寶貝03馴獸師之王：暴走數碼寶貝特急（妖狐獸）
- 歡迎來到Pia Carrot!! -沙耶香的戀愛物語-（冬木美春）

2005年
- 劇場版 決鬥大師：闇之城的魔龍凰凰（角古太）

2009年
- 劇場版 決鬥大師：黑月的神帝（角古太）

2010年
- 劇場版 決鬥大師：火焰的羈絆XX!!（角古太）

2013年
- 劇場版 DokiDoki！光之美少女：小愛结婚了!!?連結未來的希望禮服（艾艾、瑪莉·安琪[12]）

2014年
- 劇場版 光之美少女 All Stars New Stage3：永遠的朋友（艾艾）

### OVA
1995年
- （女學生C）
- 機械女神#機械女神R（美麗二世）

1996年
- 愛天使傳說DX（日语：ウェディングピーチDX）（小原紅花／天使賽拉）
- 機動戰士鋼彈 第08MS小隊（輸送艇導航）
- 魔靈公主（咪咪）
- 同級生2（杉本櫻子）
- BURN-UP W（利緒）
- 爆笑吸血鬼（伊娜荷·菲特曼波雷）

1997年
- Variable Geo（日语：ヴァリアブル・ジオ）（梁瀨香織）
- Jaja馬！四重奏（日语：Jaja馬!カルテット）（桑迪·蘇佩德17世）
- 神秘的世界2（卡莉亞）
- VS騎士檸檬汽水&40炎 Fresh（電子琴／大鼓）
- 機械女神J again（間宮小樽）
- 出雲傳奇（日语：八雲立つ）（七地夕香）
- 龍機傳承（莉莉絲）

1998年
- 魍魎游擊隊（蘭東榮子）

1999年
- 快刀亂麻 THE ANIMATION（日语：快刀乱麻 雅）（花房美憐）
- Sorcerer1-2-3（日语：シーバス1-2-3）
- 倒凶十將傳（日语：倒凶十将伝）（貴布）

2000年
- 超人洛克 ～鏡之戒～（日语：超人ロック）（尼亞·艾連納）

2001年
- 倒凶十將傳 封魔五行傳承（貴布）
- 新世紀魔法少女（日语：ぷにぷに☆ぽえみぃ）（我我守雙葉）

2004年
- 不平衡抽籤（榎本千尋）

2005年
- 星界的戰旗III（傑特·凌）

### 遊戲
1996年
- 新世紀福音戰士[注 1]
- 春風戰隊V Force（日语：はるかぜ戦隊Vフォース）（葵美月）

1997年
- GRANDREAD（日语：グランドレッド）（法爾·庫爾、亞尼·塔姆、主題歌、插入歌）
- （坂本杏子）
- YU-NO 在這世界盡頭詠唱愛的少女（波多乃神奈）
- 秀逗魔導士 Royal（ラーク＝ディア＝フレイムドール）
- 命運傳奇（露蒂·卡特雷特、莉莉絲·艾爾隆）
- 超時空要塞 數位任務 VF-X（日语：マクロス デジタルミッション VF-X）（薇奧麗塔）
- 銀河少女警察 Re-inforce（倫道芙·辛博格）
- 龍機傳承2（蒂葉娜·艾姆羅德）

1998年
- EVE The Lost One（日语：EVE The Lost One）（桐野杏子）
- 戀愛物語 特別篇 ～戀愛與魔法的學園生活～（日语：エーベルージュ）（紐什·阿馬爾菲）
- 戀愛物語2（紐什·阿馬爾菲）
- 擁抱季節（麻由、櫻井麻美）
- 少女革命 遲早被革命的物語（篠原若葉）
- Sequence Palladium（日语：Sequence Palladium）（奇絲·弗雷皮特）
- （綠川夏美）
- 膝上的同居人 ～Kitty on your lap～（日语：ひざの上の同居人）（蕾娜）
- POCKET LOVE 2（日语：ポケットラブ）（深町由紀乃）
- 純愛騎士（日语：みつめてナイト）（普莉希拉·多爾凡）
- （薄荷）

1999年
- 亞蘭多拉2 魔進化之謎（日语：アランドラ2 魔進化の謎）（弗里特）
- 快刀亂麻 雅（日语：快刀乱麻 雅）（花房美燐）
- 電子人種（日语：ガレリアンズ）（莉塔）
- 你我的心情（天霧千晶）
- 後夜祭（日语：後夜祭）（若槻恭子）
- Spiritual Soul（芙蕾亞・斯塔布里茲）
- Sonata（ST3-NARUMI、覺王山成美）
- To Heart（坂下好惠）
- 真愛故事2（日语：トゥルー・ラブストーリー#トゥルーラブストーリー2）（丘野陽子）
- （朝霧南）
- 約束之絆（本鄉明音）
- 夢幻模擬戰千年紀（タジ·アスガラフ）
- ONE ～光輝的季節～（清水夏希）

2000年
- RPG Maker 2000 （奇莎拉）
- （紐什·阿馬爾菲）
- 精緻小品集精靈美少女（日语：めい・king）（椿）
- 六月守護神（日语：ヘキサムーン・ガーディアンズ）（葉月睦）
- 純情房東俏房客 突如其來的Engage Happening（藤澤瑞穗）
- 三色旗危機（拉南）

2001年
- 愛西亞之謎（日语：アイシア (ゲーム)）（松岡由香）
- 光明騎士2（日语：グローランサーII）（薇恩·克魯茲）
- 數碼寶貝大冒險 戰鬥進化（妖狐獸／沙古牙獸）
- 春雨曜日（日语：春雨曜日）（萊拉·拉拉·拉札爾斯）
- 純情房東俏房客 Smile Again（藤澤瑞穗）

2002年
- 機神大作戰（日语：ギガンティック ドライブ）（艾倫·布魯諾斯）
- Surveillance 監視者（日语：サーヴィランス 監視者）
- 時空幻境 世界傳說 變裝迷宮2（日语：テイルズ オブ ザ ワールド なりきりダンジョン2）
- 命運傳奇2（露蒂·卡特雷特）
- 幻想傳奇 Vol.1（日语：テイルズ オブ ファンダム Vol.1）（露蒂·卡特雷特）
- 戰鬥封神（日语：バトル封神）（哪咤）
- 洛克人零（複製艾克斯、蕾薇亞丹）

2003年
- 光明騎士4（日语：グローランサーIV）（瑪姬）
- 洛克人零2（日语：ロックマンゼロ2）（複製艾克斯、蕾薇亞丹、露茱）

2004年
- 機神咆吼DEMONBANE（日语：斬魔大聖デモンベイン）（克勞狄）
- 魔法少年賈修 激鬥！最強的魔物們（日语：金色のガッシュベル!! 激闘!最強の魔物達）（栞）
- 闇影之心II（安娜塔西亞）
- 真名法典（日语：マグナカルタ (ゲーム)）（洛希·米德加）
- 洛克人零3（日语：ロックマンゼロ3）（複製艾克斯、蕾薇亞丹、露茱）

2005年
- 家族計劃 ～心之絆～（高屋敷準、久美景）
- 時空幻境 世界傳說 變裝迷宮3（日语：テイルズ オブ ザ ワールド なりきりダンジョン3）
- NAMCO x CAPCOM（莉莉絲（日语：リリス (ヴァンパイア)）、露蒂·卡特雷特）
- 洛克人零4（日语：ロックマンゼロ4）（露茱）

2006年
- 時空幻境 世界傳奇 閃耀神話（露蒂·卡特雷特）
- 命運傳奇（露蒂·卡特雷特）[注 2]
- 最終幻想XII（拉薩·法爾那斯·蘇里多爾）
- 洛克人ZX（L型）

2008年
- 交錯刀鋒（日语：クロスエッジ）（莉莉絲）

2009年
- 時空幻境 世界傳奇 閃耀神話2（日语：テイルズ オブ ザ ワールド レディアント マイソロジー2）（露蒂·卡特雷特）
- 時空幻境 決鬥傳奇（日语：テイルズ オブ バーサス）（露蒂·卡特雷特）[注 3]

2010年
- 歌之王子殿下（澀谷友千香）

2011年
- 時空幻境 世界傳奇 閃耀神話3（日语：テイルズ オブ ザ ワールド レディアント マイソロジー3）（露蒂·卡特雷特）

2012年
- 歌之王子殿下Debut（澀谷友千香）

2013年
- 超級機器人大戰UX（克勞狄）

2014年
- 白貓Project（嘉妮·特普雷姆[15]、拉翠雅·納格姆[16]、克洛納里亞·哈維[17]）

2017年
- 時空幻境 鏡光傳奇（日语：テイルズ オブ ザ レイズ）（露蒂·卡特雷特）

2020年
- 洛克人X DiVE（日语：ロックマンX DiVE）（蕾薇雅丹[18]）[注 4]

### 廣播劇CD
- 廣播劇CD 洛克人零系列（蕾薇亞丹、露茱）

1995年
- 賞金戰士（日语：バウンティソード・ファースト）外傳 鋼鉄之龍（芙莉吉兒）

1996年
- 謎狐怪童（日语：ディスコミュニケーション）（三島塔子）

1997年
- 皇龍騎士團V -風龍篇1-（西希雅）

1998年
- 廣播劇CD 命運傳奇（露蒂·卡特雷特）
- 廣播劇CD 摩斯拉'61（小美人）

1999年
- 廣播劇CD 小魔女DoReMi 小魔女CD俱樂部其3 魔女（雪）
- D·N·ANGEL WINK系列（原田梨紅）
- 廣播劇CD 出雲傳奇（日语：八雲立つ） 新音盤物語 之 天邪鬼 古代編 神問ひ（後編）（七地夕香）

2000年
- CHRNO CRUSADE 開始的契約者／永遠的時間／開始的時間／museum（蘿潔特·克里斯多福）

2002年
- 小魔女大合奏！CD俱樂部其7 魔女～！（魔女界女王）
- 廣播劇CD 偷偷愛著你（門真將太郎）
- 廣播劇CD WILD ARMS Advanced 3rd（日语：ワイルドアームズ アドヴァンスドサード） 原聲劇場（米蕾迪）

2003年
- 廣播劇CD 最終幻想戰略版Advance Radio Edition ～Complete Version～（馬修·拉德吉）

2005年
- 廣播劇CD 篁破幻草子系列（閻羅王子·陸幹）
- 廣播劇CD 幻影天使（魚谷亞里紗）

2013年
- 小魔女DoReMi 17 限定版特典廣播劇CD（魔女界女王）

### 外語配音

#### 電影
- 對面惡女看過來（日语：10 Things I Hate About You）

### 廣播節目
- 廣播『命運傳奇』（日语：テイルズリング）（1998年－1999年，TBS廣播）
- 傳奇手環D·P（日语：テイルズリング）（1999年，TBS廣播）

### 廣播劇
- 橙路Original（1995年、檜山光）
- 最終幻想戰略版Advance（2003年，馬修·拉德吉）

### 動態漫畫
- （2012年，魚谷亞里紗）[注 5]

### 其它
- 放學後的大災難 -Re:THE END of the end-（2015年，安哥爾·摩亞）[注 6][19]

## 音樂作品

### 歌手參加作品
| 發行日期 | 標題                                      | 名義                                           | 曲名                     | 備註                                        |
| 1995年   | 1995年                                    | 1995年                                         | 1995年                   | 1995年                                      |
| -------- | ----------------------------------------- | ---------------------------------------------- | ------------------------ | ------------------------------------------- |
| 12月22日 | 愛天使傳說 夢想精選輯                     | 今井由香                                       | 「一億一奇跡」           | OVA《愛天使傳說DX》劇中插入歌               |
| 12月22日 | 愛天使傳說 夢想精選輯                     | FURIL'                                         | 「夏石」                 | OVA《愛天使傳說DX》劇中插入歌               |
| 12月22日 | 愛天使傳說 夢想精選輯                     | FURIL'                                         | 「」                     | OVA《愛天使傳說DX》劇中插入歌               |
| 1996年   |                                           |                                                |                          |                                             |
| 7月26日  | Summer Carnival                           | FURIL'                                         | 「Merry Angel」          | OVA《愛天使傳說DX》片頭主題曲               |
| 7月26日  | Summer Carnival                           | FURIL'                                         | 「Sweet Little Love」    | OVA《愛天使傳說DX》片尾主題曲               |
| 8月31日  | 無敵的LOVE                                | 今井由香&子安武人                              | 「無敵LOVE」             | OVA《爆笑吸血鬼》片尾主題曲                 |
| 12月21日 | 機械女神J 原聲帶 日本城 詩吟詩集 其之一   | 今井由香                                       | 「！度胸花」             | 電視動畫《機械女神J》劇中插入歌             |
| 1997年   |                                           |                                                |                          |                                             |
| 4月23日  | 原聲帶 GRANDREAD                          | 今井由香                                       | 「！」                   | 遊戲《GRANDREAD》主題歌                     |
| 4月23日  | 原聲帶 GRANDREAD                          | 今井由香                                       | 「」                     | 遊戲《GRANDREAD》劇中插入歌                 |
| 10月21日 | 沒有地圖的未來                            | 今井由香                                       | 「地未」                 | 電視動畫《爆笑吸血鬼'99》片尾主題曲         |
| 10月21日 | 沒有地圖的未來                            | 今井由香                                       | 「LOVE'S ENERGY ～好～」 |                                             |
| 1998年   |                                           |                                                |                          |                                             |
| 5月21日  | RISING SOUL                               | 興里美、今井由香、久川綾、矢島晶子、日高奈留美 | 「」                     | OVA《魍魎游擊隊 File-X 小貓奪還》片尾主題曲 |
| 1999年   |                                           |                                                |                          |                                             |
| 2月18日  | 機械女神J to X 歌集 日本城 初花月乙女紀行 | 今井由香                                       | 「風空越」               | 電視動畫《機械女神J to X》片尾主題曲        |

### 角色歌曲
| 發行日期 | 標題                                                      | 名義 | 曲名                         | 備註                                                          |
| 1997年   | 1997年                                                    | 1997年 | 1997年                       | 1997年                                                        |
| -------- | --------------------------------------------------------- | --- | ---------------------------- | ------------------------------------------------------------- |
| 3月21日  | 超時空要塞 數位任務 VF-X 原聲音樂                         | MILKY DOLLS | 「Only You」                 | 遊戲《超時空要塞 數位任務 VF-X》相關歌曲                      |
| 3月21日  | 超時空要塞 數位任務 VF-X 原聲音樂                         | MILKY DOLLS | 「」                         | 遊戲《超時空要塞 數位任務 VF-X》相關歌曲                      |
| 2000年   |                                                           | |                              |                                                               |
| 7月26日  |                                                           | 白芝（冰上恭子）&古歌（今井由香） | 「」                         | 電視動畫《六門天外》片尾主題曲                                |
| 7月26日  | 精選輯伯爵（井上和彥）、白芝（冰上恭子）&古歌（今井由香） | 「」 | 電視動畫《六門天外》相關歌曲 |                                                               |
| 2001年   |                                                           | |                              |                                                               |
| 8月1日   | 數碼寶貝03馴獸師之王 最佳馴獸師 2 牧野留姬&妖狐獸         | 妖狐獸（今井由香） | 「Flaming ice」              | 動畫《數碼寶貝03馴獸師之王》相關歌曲                          |
| 8月1日   | 數碼寶貝03馴獸師之王 最佳馴獸師 2 牧野留姬&妖狐獸         | 牧野留姬（折笠富美子）&妖狐獸（今井由香）                                                                                                | 「」                         | 動畫《數碼寶貝03馴獸師之王》相關歌曲                          |
| 2003年   |                                                           | |                              |                                                               |
| 5月21日  | 歡迎來到Pia Carrot!! 劇場版 -沙耶香的戀愛物語- 原聲帶     | 高井沙耶香（嘉數由美）、愛澤友每（倖月美和）、羽瀨川朱美（草柳順子）、岩倉夏姬（根谷美智子）、君島娜娜（望月久代）、冬木美春（今井由香） | 「」                         | 電影動畫《歡迎來到Pia Carrot!! -沙耶香的戀愛物語-》劇中插入歌 |

## 腳註

## 外部連結
- （日語）－今井由香的個人部落格。
- ANN Encyclopedia（页面存档备份，存于） （英文）
- 今井由香的X（前Twitter） （日語）